# Free Software Foundation
Free Software Foundation (FSF;  česky Nadace pro svobodný software) je nadace, která byla založena Richardem Stallmanem v roce 1985 s cílem podporovat práva uživatelů počítačů používat, studovat, kopírovat, modifikovat a redistribuovat počítačové programy. FSF podporuje vývoj svobodného softwaru, jmenovitě pak operačního systému GNU. Dnes jsou hojně používány různé varianty operačního systému GNU s kernelem Linux; ačkoliv se těmto systémům často říká Linux, přesnější pojmenování pro ně je GNU/Linux.
Základem filosofie projektu GNU je přesvědčení, že svobodný software je záležitost svobody: lidé by měli mít svobodu využívat software všemi způsoby, které přinášejí nějaký společenský užitek. Software se liší od hmotných objektů jako židle, sendviče a benzínu v tom, že může být mnohem snadněji kopírován a modifikován. Členové FSF věří, že tyto možnosti dělají software tak užitečným, jak jen může být, a že uživatelé by je měli využít.
FSF na svých stránkách uvádí sekci vybraných esejů a článků, které se zabývají tématem licencování svobodného softwaru, jako další zdroj informací uvádí FSF Free Software Magazine.
Více než 4000 balíčků svobodného softwaru poskytuje FSF/UNESCO Free Software Directory, (FSF/UNESCO adresář svobodného softwaru). Pro podporu šíření svobodného softwaru, projektů GNU a jiných projektů poskytuje FSF servery FTP, které jsou zrcadleny po celém světě. Pro vývojáře mnoha projektů GNU a jiných projektů poskytuje Free Software Foundation CVS server Savannah.
Posledním projektem v současnosti byla příprava nové verze GNU General Public License verze 3 (GPL).